# Conjugaison croisée
La conjugaison croisée est un type spécial de conjugaison dans une molécule quand sur trois liaisons π qui peuvent interagir, deux interagissent entre elles par conjugaison et la troisième est exclue de l'interaction. En terme classique, cela signifie que la stricte alternance des doubles liaisons—CH=CH–CH=CH–CH-- (i.e. conjugué) est interrompue par deux simples liaisons consécutives à chaque point de conjugaison croisée—CH=CH–C(=CH)–CH=CH--. Des exemples de conjugaison croisée peuvent être trouvés dans des molécules comme la benzophénone, les divinylcétones, les paraquinones, les dendralènes et radialènes, les fullerènes ou l'indigotine.
Ce type de conjugaison a un impact sur la réactivité et les transitions électroniques moléculaires.